# Liotryphon punctulatus
Liotryphon punctulatus är en stekelart som först beskrevs av Julius Theodor Christian Ratzeburg 1848.  Liotryphon punctulatus ingår i släktet Liotryphon och familjen brokparasitsteklar. Arten är reproducerande i Sverige. Inga underarter finns listade i Catalogue of Life.